# Coll de Maçanells
El Coll de Maçanells és una collada situada a 1.605,8 m alt de la carena est del massís de Costabona, a la línia fronterera que separa el Ripollès (terme de Molló) del Vallespir (terme de Prats de Molló i la Presta).
És en el sector sud-oest del terme de Prats de Molló i la Presta, a ponent del Puig de l'Artiga del Rei i de Coll Pregon. Just en el coll, en el costat vallespirenc, hi ha una cleda per a bestiar.
El Coll de Maçanells és un destí freqüent de les rutes de senderisme del Massís del Canigó.